# Cifrario monoalfabetico
In crittografia, un cifrario a sostituzione monoalfabetica è un sistema crittografico che utilizza un alfabeto per il testo in chiaro e una permutazione dello stesso per il testo cifrato. La permutazione utilizzata costituisce la chiave del sistema. Durante la cifratura, ad ogni lettera del testo in chiaro viene associata la corrispondente lettera dell'alfabeto permutato.

## Alcuni esempi
Esempi di cifrari monoalfabetici sono:
- l'atbash;
- l'alfabeto carbonaro;
- il cifrario di Cesare;
- il ROT13.